# Naeviopsis primulae
Naeviopsis primulae är en svampart som först beskrevs av Rehm, och fick sitt nu gällande namn av B. Hein 1976. Naeviopsis primulae ingår i släktet Naeviopsis, ordningen disksvampar, klassen Leotiomycetes, divisionen sporsäcksvampar och riket svampar.   Inga underarter finns listade i Catalogue of Life.